# Boc-Schutzgruppe

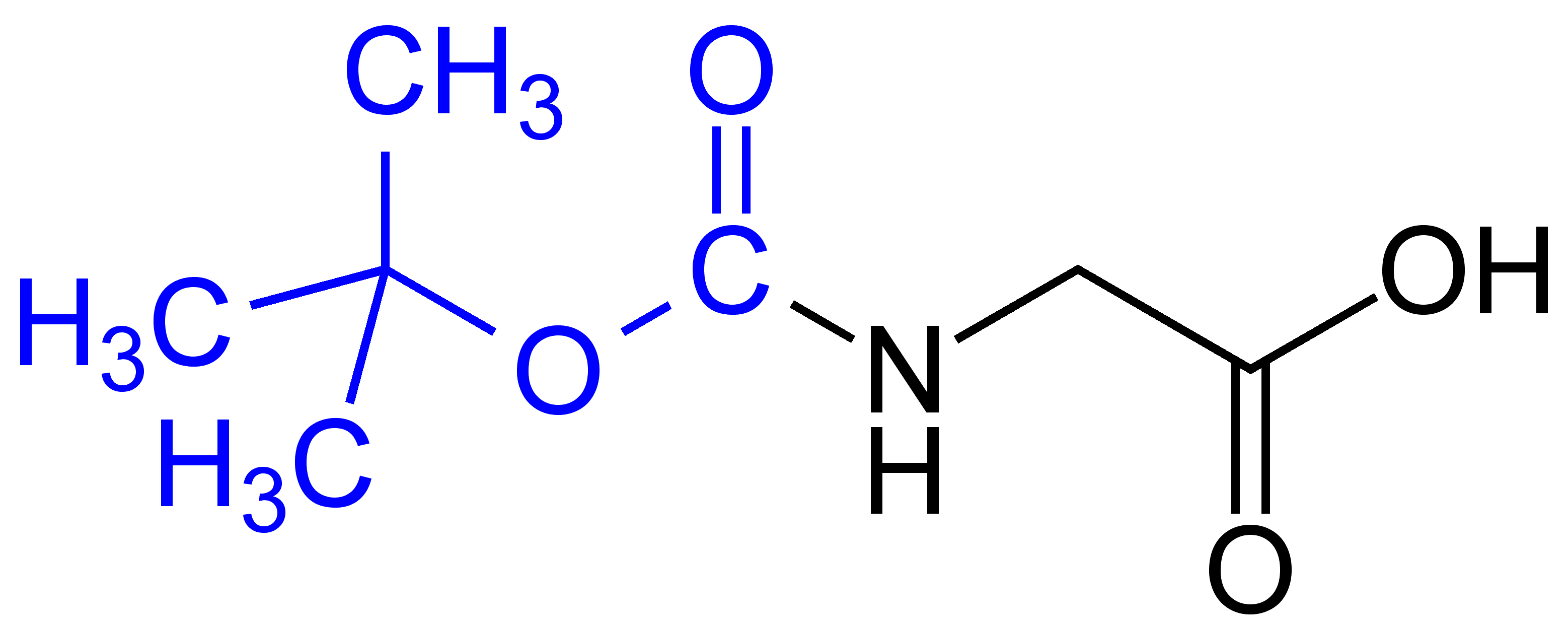
tert-Butoxycarbonyl-geschütztes Glycin. Die tert-Butoxycarbonyl-Schutzgruppe ist blau markiert.

tert-Butyloxycarbonyl (Boc) ist eine Schutzgruppe. Innerhalb organischer Synthesestrategien verhindert sie die Umsetzung von freien Aminen. Haupteinsatzgebiet ist dabei der Aufbau von Peptiden im Rahmen der klassischen Festphasen-Peptid-Synthese nach Merrifield.

## Verwendung
Die Boc-Gruppe lässt sich zum Schützen eines Amins einfach in ein Molekül einführen, indem das Amin basenkatalysiert mit Di-tert-butyldicarbonat umgesetzt wird:
Die Schutzgruppe ist unter vielen chemischen Reaktionsbedingungen stabil, wird aber leicht durch Säuren angegriffen. So wird häufig HCl in Methanol oder Trifluoressigsäure zum Entschützen verwendet.
Wird die Boc-Gruppe neben der Fmoc-Gruppe [(9-Fluorenylmethyl)oxycarbonyl-] in einer Synthese eingesetzt, ergibt sich die Möglichkeit der orthogonalen Schutzgruppenstrategie: zwei unterschiedliche Amino-Funktionen eines Moleküls können gezielt nacheinander freigesetzt und zur Reaktion gebracht werden.